# Дженніфер Сарет
Дженніфер Сарет (нар. 12 грудня 1974) — колишня філіппінська тенісистка.
Найвищу одиночну позицію світового рейтингу — 639 місце досягла 24 серпня 1992, парну — 454 місце — 11 листопада 1991 року.

## Фінали ITF

### Парний розряд: 1 (0–1)
| Результат | Дата          | Турнір          | Покриття | Партнерка   | Суперниці                   | Рахунок       |
| --------- | ------------- | --------------- | -------- | ----------- | --------------------------- | ------------- |
| Поразка   | 7 жовтня 1991 | Мацуяма, Японія | Тверде   | Ї Цзін-Цянь | Паулетте Морено Дженні Бірн | 6–1, 4–6, 4–6 |